# Jane Darwell
Jane Darwell (născută Patti Woodard; n. 15 octombrie 1879, Missouri, SUA – d. 13 august 1967, Woodland Hills⁠(d), California, SUA) a fost o actriță americană de scenă, film și televiziune. Cu o carieră de peste jumătate de secol și mai mult de 100 de roluri în filme, Darwell este cunoscută în special pentru rolul     capului familiei Joad în filmul Fructele mâniei, ecranizarea lucrării cu același nume a lui John Steinbeck. Acest rol i-a adus premiul Oscar pentru cea mai bună actriță în rol secundar. De asemenea, are o stea pe Hollywood Walk of Fame.

## Biografie
Fiica lui William Robert Woodard, președintele Louisville Southern Railroad⁠(d) și a Ellenei Booth Woodard, Darwell s-a născut în Palmyra, Missouri și intenționa inițial să devină un artist de circ, iar mai târziu cântăreață de operă. Tatăl ei nu a fost de acord cu aceste decizii și a decis în cele din urmă să devină actriță, schimbându-și numele în Darwell pentru a nu distruge reputația familiei.
Locul de naștere al lui Jane Darwell⁠(d) a fost adăugat la Registrul național al locurilor istorice⁠(d) în 1984.

### Woodard sau Woodward
Unele surse dau numele de naștere al lui Darwell drept Patti Woodward. Acestea includ Women in World History: A Biographical Encyclopedia, Screen World Presents the Encyclopedia of Hollywood Film Actors: From the silent era to 1965, Missouri Biographical Dictionary, Screen World 1968, The New Biographical Dictionary of Film și Dictionary of Missouri Biography.

## Cariera
Darwell a studiat pianul și canto, iar apoi teatru. La un moment dat, a luat în considerare să se retragă într-o comunitate religioasă, însă s-a răzgândit și a devenit actriță. A început să interpreteze în producții de teatru în Chicago și a avut primul rol în film în 1913. În următorii doi ani, a apărut în aproape 20 de filme, iar apoi a revenit la teatru. După o absență de 15 ani din filme, a apărut în Tom Sawyer⁠(d) (1930) și și-a început cariera de actriță de personaj la Hollywood. Mică de înălțime și robustă, aceasta a obținut numeroase roluri în care interpreta personaje materne. De asemenea, a apărut în cinci filme cu Shirley Temple.
A câștigat un Oscar pentru cea mai bună actriță în rol secundar în rolul lui Ma Joad în Fructele mâniei (1940), rol care i-a fost acordat la insistențele lui Henry Fonda. Având un contract cu compania 20th Century Fox, Darwell a apărut în distribuția celebrului film The Ox-Bow Incident și, ocazional, a interpretat în filme de categoria B.
Aceasta a avut roluri și în teatru; în 1944, a apărut în populara piesă de comedie Suds in Your Eye, interpretând rolul unei irlandeze care moștenește un depozit de vechituri.

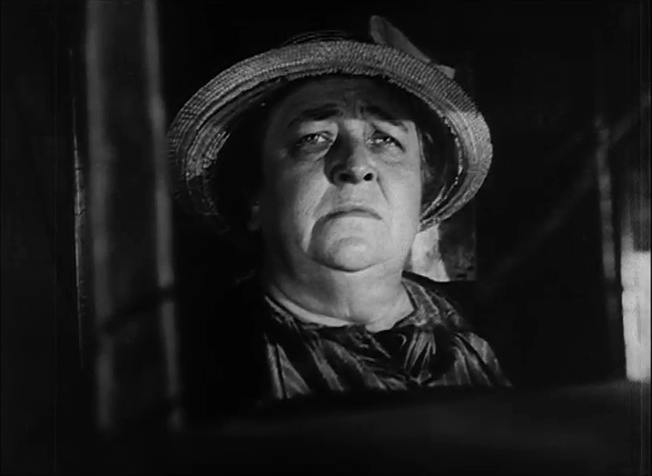
Jane Darwell în filmul Fructele mâniei.

Până la sfârșitul carierei, a apărut în peste 170 de filme, printre care Huckleberry Finn⁠(d) (1931), Jesse James⁠(d) (1939), Pe aripile vântului (1939), The Devil and Daniel Webster⁠(d) (1941), The Ox-Bow. Incident (1943) și Draga mea Clementine (1946).
În televiziune, Darwell a fost invitată într-un episod al emisiunii CBS Faye Emerson's Wonderful Town⁠(d) din 1951 și 1952. În 1954, Darwell a apărut alături de Andy Clyde⁠(d) în episodul „Santa's Old Suit” din serialul The Pepsi-Cola Playhouse⁠(d). În 1959, a apărut alături de actorul Roger Mobley⁠(d) în episodul „Mr. Rush’s Secretary” din Buckskin⁠(d). În același an, a apărut în serialul western Wagon Train⁠(d) în rolul „doamnei Anderson” în episodul  „The Vivian Carter Story”. A jucat în drama lui John Bromfield⁠(d) Sheriff of Cochise. Pe 27 iulie 1961, Darwell a apărut în rolul bunicii McCoy într-un episod din sitcomul The Real McCoys⁠(d).
Pe 8 februarie 1960, Darwell a primit o stea pe Hollywood Walk of Fame pentru contribuțiile sale la industria cinematografică; este situată la 6735 Hollywood Boulevard.
În jurul vârstei de 85 de ani, Darwell s-a retras din actorie, excepție făcând o apariție într-o emisiune de televiziune. Se mutase recent în Motion Picture Country Home din cauza vârstei. Când Disney i-a oferit rolul Bird Woman din Mary Poppins (1964), Darwell a refuzat rolul. Walt Disney a insistat și a mers personal la azilul de bătrâni⁠(d) pentru a o implora să accepte rolul. Darwell a acceptat, acesta fiind ultimul său rol. În scena sa, Bird Woman stă în apropierea treptelor Catedralei Sf. Paul și vinde trecătorilor pungi cu pesmet pentru hrănirea porumbeilor. Melodia „Feed the Birds⁠(d)” a fost cântată de  Julie Andrews.

## Moartea
În ultimii ei ani, starea de sănătate a lui Darwell s-a înrăutățit. A încetat din viață pe 13 august 1967 în Motion Picture & Television Country House and Hospital⁠(d) ca urmare a unui infarct  miocardic. Avea 87 de ani. A fost înmormântată în cimitirul Forest Lawn Memorial Park⁠(d) din Glendale, California.

## Filmografie parțială
- Brewster's Millions (1914)     - Mrs. Dan De Mille
- The M-ter Mind (1914) -     Milwaukee Sadie
- The Only Son (1914) - Mrs.     Brainerd
- The Man on the Box (1914) - Mrs.     Chadwick
- Ready Money (1914) - Mrs. Tyler
- Rose of the Rancho (1914) - Senora     C-tro Kenton / Juanita's Mother
- The Hypocrites (1915) -     Madam (uncredited)
- The Goose Girl (1915) -     Irma
- After     Five (1915) - Mrs. Russell - Aunt Diddy
- The Rug Maker's Daughter (1915)     - Mrs. Van Buren
- The Reform Candidate (1915) -     Mrs. Haggerty
- Little     Church Around the Corner (1923) - Anxious Woman at Mine Dis-ter     (uncredited)
- Tom Sawyer (1930) - Widow     Dougl-
- Fighting Caravans (1931) - Pioneer     Woman (uncredited)
- Huckleberry Finn (1931) -     Widow Dougl-
- Ladies of the Big House (1931)     - Mrs. Turner
- No One     Man (1932) - Patient (uncredited)
- Young America (1932) -     Schoolteacher (uncredited)
- The Strange C-e of Clara Deane (1932)     - Mortimer's Wife (uncredited)
- Back Street (1932) - Mrs.     Adolph Schmidt
- W-hington Merry-Go-Round (1932)     - Alice's Aunt (uncredited)
- Hot     Saturday (1932) - Mrs Ida Brock
- Women Won't Tell (1932) - Mrs.     Walter Robinson
- Air Hostess (1933) - Ma     Kearns
- The P-t of Mary Holmes (1933)
- Child of Manhattan (1933) -     Mrs. McGonegle
- Murders in the Zoo (1933) -     Banquet Guest (uncredited)
- Bondage (1933) - Mrs. Elizabeth     Wharton
- The Girl in 419 (1933) - Nurse Esmond     (uncredited)
- Emergency Call (1933) -     Head Nurse Brown (uncredited)
- Jennie Gerhardt (1933) -     Boardinghouse Keeper (uncredited)
- Bed of Roses (1933) - Mrs.     Webster - Head Prison Matron (uncredited)
- Before Dawn (1933) - Mrs. Marble
- He Couldn't Take It (1933) - Mrs.     C-e
- One Sunday Afternoon (1933) -     Mrs. Lind
- Ann Vickers (1933) - Mrs. Gage     (uncredited)
- Aggie Appleby, Maker of Men (1933)     - Mrs. Spence - Landlady (uncredited)
- Only Yesterday (1933) -     Mrs. Lane
- Design for Living (1933) -     Curtis' Housekeeper
- Roman     Scandals (1933) - Roman Spa Proprietress (uncredited)
- King for a Night (1933) - Mrs.     Williams (uncredited)
- Cross Country Cruise (1934) -     Mrs. O'Hara (uncredited)
- F-hions of 1934 (1934) - Customer at     Maison Elegance (uncredited)
- Wonder     Bar (1934) - Baroness (uncredited)
- Heat Lightning (1934) - Gladys
- David Harum (1934) - Mrs.     Woolsey (uncredited)
- Journal of a Crime (1934) - Dinner     Guest (uncredited)
- Once to Every Woman (1934) - Mrs.     Wood
- Finishing School (1934) -     Maude - interns' Receptionist (uncredited)
- The Scarlet Empress (1934) - Miss     Cardell, Sophia's Nurse (uncredited)
- Change of Heart (1934) -     Mrs. McGowan
- Let's Talk It Over (1934) - Mrs.     O'Keefe
- The Most Precious Thing in Life (1934)     - Mrs. O'Day
- Blind Date (1934) - Ma Taylor
- Million Dollar Ransom (1934) -     Ma McGarry (uncredited)
- Embarr-sing Moments (1934)     - Mrs. Stuckelberger
- One Night of Love (1934) - Mrs.     Barrett - Mary's Mother (uncredited)
- Desirable (1934) - Frederick's     Mother (uncredited)
- Wake Up and Dream (1934)     - Landlady
- Happiness Ahead (1934) - Mrs. Davis -     the Landlady
- Tomorrow's Youth (1934) - Mary     O'Brien
- The Firebird (1934) - Mrs.     Miller - Apartment House Tenant (uncredited)
- The White Parade (1934) - Miss     'Sailor' Roberts
- Gentlemen Are Born (1934)     - Landlady (uncredited)
- Bright Eyes (1934) -     Elizabeth Higgins
- One More Spring (1935) - Mrs. Mary     Sweeney
- McFadden's Flats (1935) -     Nora McFadden
- Life Begins at 40 (1935) -     Ida Harris
- Curly Top (1935) - Mrs. Henrietta     Denham
- Navy Wife (1935) - Mrs. Louise     Keats
- Metropolitan (1935) -     Grandma (uncredited)
- We're Only Human (1935) -     Mrs. Walsh
- Paddy     O'Day (1936) - Dora
- The Country Doctor (1936)     - Mrs. Graham
- The     First Baby (1936) - Mrs. Ellis
- Captain January (1936) -     Mrs. Eliza Croft
- Private Number (1936) -     Mrs. Meecham
- Little Miss Nobody (1936)     - Martha Bradley
- The Poor Little Rich Girl (1936)     - Woodward
- White Fang (1936) - Maud     Mahoney
- Star for a Night (1936) -     Mrs. Martha Lind
- Ramona (1936) - Aunt Ri Hyar
- Craig's Wife (1936) - Mrs.     Harold
- Laughing at Trouble (1936) -     Glory Bradford
- Love     Is News (1937) - Mrs. Flaherty
- Nancy Steele Is Missing! (1937)     - Mrs. Mary Flaherty
- The Great Hospital Mystery (1937)     - Miss Sarah Keats
- Fifty Roads to Town (1937) - Mrs.     Henry
- Slave Ship (1937) - Mrs.     Marlowe
- The Singing Marine (1937) -     "Ma" Marine
- Wife, Doctor and Nurse (1937)     Mrs. Krueger
- Dangerously Yours (1937)     - Aunt Cynthia Barton
- Change of Heart (1938) -     Mrs. Thompson
- The Jury's Secret (1938) - Mrs.     Sheldon
- Battle of Broadway (1938) - Mrs.     Rogers
- Three Blind Mice (1938) -     Mrs. Killan
- Little Miss Broadway (1938) -     Miss Hutchins
- Time Out for Murder (1938) -     Polly - Helen's Supervisor
- Five     of a Kind (1938) - Mrs. Waldron
- Up the River (1938) - Mrs.     Graham
- Jesse James (1939) - Mrs.     Samuels
- Inside Story (1939) - Aunt Mary     Perkins
- The Zero Hour (1939) -     Sophie
- Unexpected Father (1939) - Mrs.     Callahan
- Grand Jury Secrets (1939) - Mrs.     Keefe
- The     Rains Came (1939) - Aunt Phoebe - Mrs. Smiley
- 20,000 Men a Year (1939) - Mrs.     Allen
- Gone with the Wind (1939) -     Mrs. Merriwether
- Miracle on Main Street (1939) -     Mrs. Herman
- The Grapes of Wrath (1940)     - Ma Joad
- Untamed (1940) - Mrs. Maggie     Moriarty
- Brigham Young (1940) - Eliza Kent
- Youth Will Be Served (1940) -     Supervisor Stormer
- Chad     Hanna (1940) - Mrs. Huguenine
- Thieves Fall Out (1941) - Grandma     Allen
- Private     Nurse (1941) - Miss Adams
- The Devil and Daniel Webster (1941)     - Ma Stone
- All Through the Night (1942)     - Mrs. 'Ma' Donahue
- Young America (1942) -     Grandmother Nora Campbell
- On the Sunny Side (1942)     - Annie
- Small     Town Deb (1942) - Katie
- It Happened in Flatbush (1942)     - Mrs. Maguire
- Men     of Tex- (1942) - Mrs.Scott aka Aunt Hattie
- The Loves of Edgar Allan Poe (1942)     - Mrs. Mariah Clemm
- Highways by Night (1942) - Grandma     Fogarty
- The Great Gildersleeve (1942)     - Aunt Emma Forrester
- Gildersleeve's Bad Day (1943) -     Aunt Emma Forrester
- The Ox-Bow Incident (1943) - Ma     Grier
- Stage Door Canteen (1943) -     Herself
- Government Girl (1943) - Miss Tr-k     (uncredited)
- Tender     Comrade (1943) - Mrs. Henderson
- Reckless     Age (1944) - Mrs. Connors
- The Impatient Years (1944) -     Minister's Wife
- Music in Manhattan (1944) - Mrs. Pearson
- She's a Sweetheart (1944) - Mom
- Sunday Dinner for a Soldier (1944)     - Mrs. Helen Dobson
- I Live in Grosvenor Square (1945)     - Mrs. Patterson
- Captain Tugboat Annie (1945) -     Tugboat Annie
- The Dark Horse (1946) -     Aunt Hattie
- Three Wise Fools (1946) -     Sister Mary Brigid
- My Darling Clementine (1946) -     Kate Nelson
- Keeper of the Bees (1947)     - Mrs. Ferris
- The Red Stallion (1947) - Mrs. Aggie     Curtis
- Train     to Alcatraz (1948) - Aunt Ella
- 3     Godfathers (1948) - Miss Florie
- Red Canyon (1949) - Aunt Jane
- The Daughter of Rosie O'Grady (1950)  - Mrs. Murphy
- Wagon     M-ter (1950) - Sister Ledyard
- Caged (1950) - Isolation Matron
- Surrender (1950) - Molly Hale
- Redwood Forest Trail (1950) - Hattie Hickory
- Three     Husbands (1950) - Mrs. Wurdeman
- The Second Face (1950) - Mrs.     Lockridge
- Father's     Wild Game (1950) - Minverva Bobbin
- The Lemon Drop Kid (1951) - Nellie     Thursday
- Excuse My Dust (1951) -     Mrs. Belden
- Journey into Light (1951) - Mack
- We're Not Married! (1952) - Mrs.     Bush
- The Sun Shines Bright (1953) -   Mrs. Aurora Ratchitt
- It Happens Every Thursday (1953)  - Mrs. Eva Spatch
- Affair with a Stranger (1953) -   Ma Stanton
- The Bigamist (1953) - Mrs.  Connelley
- Hit the Deck (1955) - Jenny
- There's Always Tomorrow (1955)  - Mrs. Rogers
- A Life at Stake (1955) - Landlady
- Girls in Prison (1956) - Matron Jamieson
- The L-t Hurrah (1958) -     Delia Boylan
- Hound-Dog     Man (1959) - Grandma Wilson
- Mary Poppins (1964) - The Bird  Woman (ultimul rol)